# Statyczna próba rozciągania
Statyczna próba rozciągania – podstawowa metoda badań wytrzymałościowych materiałów konstrukcyjnych.
Badanie polega na osiowym rozciąganiu znormalizowanej próbki ze stałą szybkością w temperaturze pokojowej (10–35 °C), obniżonej lub podwyższonej, aż do jej zerwania. Próbką jest odpowiednio przygotowany pręt o przekroju okrągłym, prostokątnym, kwadratowym lub sześciokątnym o znormalizowanych wymiarach. Próbę przeprowadza się wykorzystując urządzenie zwane zrywarką. W czasie próby rejestruje się zależność siły rozciągającej od przyrostu długości próbki. Gotowy wykres, będący wynikiem takiego pomiaru, jest przedstawiony jako nominalne naprężenie σ1 w funkcji nominalnego odkształcenia {\displaystyle \varepsilon _{n}.} Nominalne naprężenie σ1 jest to stosunek przyłożonej siły rozciągającej F do pola przekroju początkowego S0. Wydłużenie nominalne {\displaystyle \varepsilon _{n}} to stosunek wydłużenia bezwzględnego Δl do długości początkowej l0,
gdzie:
{\displaystyle \Delta l=l_{x}-l_{0},}
{\displaystyle l_{x}} – długość próbki obciążonej siłą rozciągającą F,
{\displaystyle l_{0}} – długość próbki nieobciążonej,
Przykładowy wykres naprężenie-odkształcenie (dla próbki z materiału ciągliwego) pokazuje rysunek po lewej. Początkowo wzrost przykładanej siły powoduje liniowy wzrost odkształcenia, aż do osiągnięcia granicy proporcjonalności RH. W zakresie tym obowiązuje prawo Hooke’a. Następnie po osiągnięciu wyraźnej granicy sprężystości Rsp materiał przechodzi w stan plastyczny, a odkształcenie staje się nieodwracalne. Jeżeli niemożliwe było określenie wyraźnej granicy sprężystości to wyznacza się umowną granicę sprężystości R0,05%. Dalsze zwiększanie naprężenia powoduje nieliniowy wzrost odkształcenia (płynięcie materiału), aż do wystąpienia zauważalnego, lokalnego przewężenia zwanego szyjką. Naprężenie, w którym pojawia się szyjka, zwane jest wytrzymałością na rozciąganie Rm. Dalsze rozciąganie próbki powoduje jej zerwanie przy naprężeniu zrywającym Ru. Wykres przedstawia dwie linie. Przerywana pokazuje naprężenie rzeczywiste σ2 obliczane przy uwzględnieniu przewężenia próbki. Linia ciągła σ1 pokazuje stosunek siły do przekroju początkowego. Czyni się tak, by zaobserwować wartość Rm, będącą lokalnym maksimum krzywej. Ten ogólny przypadek znacznie różni się dla różnych materiałów. Przykładowo materiały kruche nigdy nie przechodzą w stan plastyczny, lecz wcześniej ulegają zerwaniu. Dla wielu materiałów granica plastyczności jest trudna do określenia, gdyż nie istnieje wyraźnie przejście z zakresu sprężystego do plastycznego. Wyznacza się wtedy umowną granicę plastyczności R0,2%. W przypadku wystąpienia widocznego płynięcia badanego materiału wyznacza się górną ReH i dolną ReL granicę plastyczności.
Na podstawie wyników pomiarów ze statycznej próby rozciągania można wyznaczyć dodatkowo wydłużenie procentowe po zerwaniu A, przewężenie procentowe Z, moduł sprężystości wzdłużnej E oraz liczbę Poissona ν.

Przykład próbki wykorzystywanej w statycznej próbie rozciągania metali.

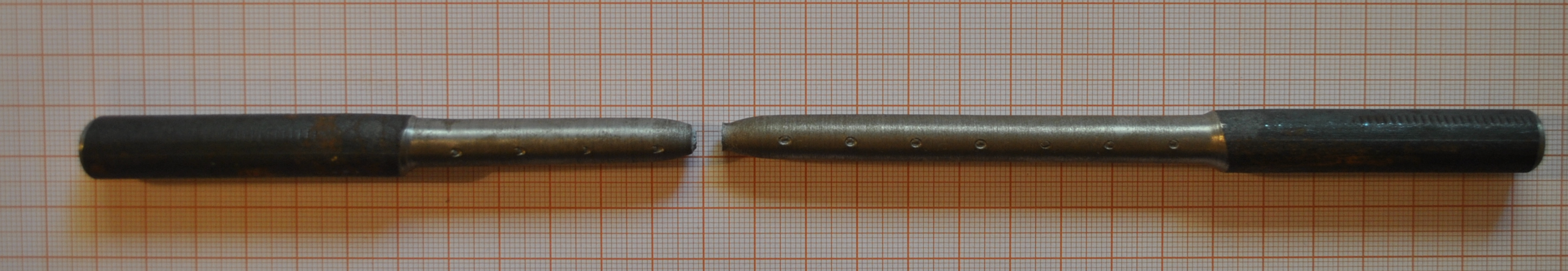
Próbka po wykonaniu statycznej próby rozciągania.

## Normy
Definicje, oznaczenia, rodzaje i wymiary próbek oraz sposób przeprowadzenia próby rozciągania podaje norma PN-EN ISO 6892-1.